# Râul Valea cu Apă, Valea lui Ivan
Râul Valea cu Apă este un curs de apă, afluent al râului Valea lui Ivan. 